# Чорний телефон 2
«Чорний телефон 2» (The Black Phone 2) — майбутній американський надприродний фільм жахів режисера Скотта Дерріксона за сценарієм Дерріксона та К. Роберта Каргілла, які є продюсерами разом із Джейсоном Бламом. Стрічка є продовженням фільму «Чорний телефон» (2021), який, у свою чергу, є адаптацією оповідання зі збірки <i>Привиди 20 століття</i> Джо Гілла 2004 року. У фільмі зіграли Мейсон Темз, Мадлен Макгроу, Джеремі Девіс та Ітан Гоук, які повторили свої ролі з першого фільму, а Деміан Бічір приєднався до акторського складу.
Прем'єра у Сполучених Штатах запланована на 17 жовтня 2025 року.

## Акторський склад
- Мейсон Темз у ролі Фінні
- Мадлен Макгроу в ролі Гвен
- Ітан Гоук у ролі Грабера
- Джеремі Дейвіс в ролі Терренса
- Мігель Мора в ролі Робіна
- Деміан Бічір
- Аріанна Рівас